# Acraea braunei
Acraea braunei är en fjärilsart som beskrevs av Otto Staudinger 1885. Acraea braunei ingår i släktet Acraea och familjen praktfjärilar. Inga underarter finns listade i Catalogue of Life.